# Robert Crépeaux
Pour les articles homonymes, voir Crépeau.
Robert Crépeaux (24 octobre 1900 à Grasse, France - 10 février 1994 à Paris, France) est un joueur d'échecs français, champion de France en 1924 à Strasbourg, en 1925 à Nice et en 1941 à Paris. Il fut également vainqueur du championnat d'échecs de Paris en 1942.
Il représenta la France à la deuxième Olympiade d'échecs à La Haye en 1928, à la troisième Olympiade non officielle de Munich en 1936 et à la neuvième Olympiade d'échecs à Dubrovnik en 1950.

## Deux parties
- Edgar Colle c. Robert Crépeaux, Gand, 1926 ;
- Xavier Tartakover c. Robert Crépeaux, Gand, 1926.